# Bathurst Island Airport
Bathurst Island Airport är en flygplats i Australien. Den ligger i kommunen Tiwi Islands och territoriet Northern Territory, omkring 81 kilometer norr om territoriets huvudstad Darwin. Den ligger på ön Bathurst Island.
Trakten är glest befolkad.
Savannklimat råder i trakten. Genomsnittlig årsnederbörd är 1 776 millimeter. Den regnigaste månaden är januari, med i genomsnitt 475 mm nederbörd, och den torraste är juli, med 5 mm nederbörd.